# Gerhard Vilsmeier
Gerhard Vilsmeier (* 1958 in München) ist ein deutscher Journalist und Kommunikationswissenschaftler. Er lehrt an mehreren Hochschulen (ISM Dortmund und München, Hochschule Hannover, Universität Passau) als freier Dozent für PR, interne und globale Kommunikation.

## Leben
Vilsmeier studierte nach dem Abitur Geschichts- und Kommunikationswissenschaften an der Ludwig-Maximilians-Universität München sowie an der Universität Wien. Das Studium schloss er 1984 als Magister Artium ab, 1986 wurde er promoviert mit der Arbeit zum Thema Antisemitismus in Österreich und Osteuropa zwischen 1933 und 1938, die in der Waldheim-Affäre ungewollte Aktualität erhielt. Neben seinem Studium arbeitete er als freier Journalist und Redakteur, vornehmlich für den Bayerischen Rundfunk (Hörfunk und Fernsehen).
1987 begann Vilsmeier seine Tätigkeit bei der Siemens AG, unter anderem als Referent für AV-Medien, dann als Chefredakteur der Mitarbeiterzeitschrift SiemensWelt, später als Leiter der internen Kommunikation und schließlich als Leiter Marketing und Kommunikation bei Siemens Real Estate. Seit Oktober 2009 leitet er seine eigene Agentur ie Communications mit dem Schwerpunkt interne und externe Kommunikation. Er ist auch in der PR-Beratung tätig und hält Gastvorträge auf Tagungen und Kongressen. In der Deutschen Public Relations Gesellschaft (DPRG) war Vilsmeier zwischen 2005 und 2016 in verschiedenen Positionen im Präsidium sowie im Vorstand tätig. Er ist Vorsitzender der Jury für den inkometa, einen Preis für erfolgreiche interne Kommunikation. Vilsmeier ist Mitglied des Bayerischen Journalisten-Verbandes.
Seit 2004 ist er auch als erster Vorsitzender des Sportvereins FC Schweitenkirchen tätig.

## Schriften
- Deutscher Antisemitismus im Spiegel der österreichischen Presse und ausgewählter Zeitungen in der Tschechoslowakei, Ungarn, Rumänien und Jugoslawien. Die Jahre 1933 bis 1938 (= Europäische Hochschulschriften). Peter Lang Verlag, Frankfurt am Main 1987, ISBN 978-3-8204-0007-6 (zugl. Dissertation, Ludwig-Maximilians-Universität München, 1986).
- Interne Kommunikation als Motivationshebel für ihre Beschäftigten. In: Thomas Böhle (Hrsg.): Kommunales Personal- und Organisationsmanagement. Verlag C. H. Beck, München 2017, ISBN 978-3-406-68460-9, S. 707–717.
- zahlreiche Zeitschriftenartikel (z. B. Beyond und Fokus IK) und Online-Publikationen